# CAIO Induscar
CAIO Induscar (société issue de la fusion entre Induscar et l'ancien CAIO) est une entreprise brésilienne qui fabrique des carrosseries d'autobus, microbus adaptés pour le chargement et usages spéciaux.
Son siège est situé à Botucatu dans l'état de São Paulo au Brésil.